# Margarete Bruns

Margarete Bruns

Margarete Bruns (* 24. September 1873 als Margarete Sieckmann in Minden, Westfalen; † 18. Dezember 1944 ebenda) war eine deutsche Schriftstellerin.

## Leben
Margarete Bruns heiratete 1899 den Verleger und Schriftsteller Max Bruns. Das Ehepaar lebte in Minden und arbeitete bei der Herausgabe und Übersetzung von literarischen Werken zusammen.
Margarete Bruns war Verfasserin von Erzählungen, Märchen und Gedichten; daneben wirkte sie mit bei der Herausgabe von Klassikerausgaben und übersetzte aus dem Französischen.

## Werke
- Die Lieder des werdenden Weibes, Minden i.W. 1900
- Der Stil unserer Kleidung, Minden i.W. 1902
- Die Märchen der Salamanderhöhle, Minden 1913
- In sinkender Sonne, Minden 1925
- Ein Traum vom Tode, Minden (Westf.) 1925
- Die Nacht des Ataïr, Minden i. W. 1927
- Die Hochzeit der Prinzessin Chiwa, Minden i. W. 1929

## Herausgeberschaft
- Nikolaus Lenau: Gedichte, Minden (Westf.) 1918
- Eduard Mörike: Gedichte, Minden/W. 1918
- Johann Wolfgang von Goethe: Gedichte, Minden/Westf. 1920
- Gottfried Keller: Gedichte, Minden (Westfalen) 1921
- Emanuel Geibel: Gedichte, Minden 1922

## Übersetzungen
- Charles Baudelaire: Blumen des Bösen. Bruns, Minden 1923 (übersetzt zusammen mit Max Bruns)
- Charles Baudelaire: Novellen und kleine Dichtungen in Prosa, Minden 1904
- Charles Castellani: Das Weib am Kongo, Minden 1902